# Mukatungura
Mukatungura är ett periodiskt vattendrag i Burundi.   Det ligger i provinsen Cankuzo, i den östra delen av landet, 130 km öster om huvudstaden Bujumbura.
I omgivningarna runt Mukatungura växer huvudsakligen savannskog. Runt Mukatungura är det ganska tätbefolkat, med 93 invånare per kvadratkilometer.